# أبراهام مغنون
أبراهام مغنون (بالإنجليزية:  Abraham Mignon)‏ (21 يونيو 1640  –  27 مارس 1679)، رسام تصوير هولندي. تأثر في رسوماته بجان ديفيدز. دي هيم وجاكوب ماريل.

## روابط خارجية
- أبراهام مغنون على موقع الموسوعة البريطانية (الإنجليزية)